# Duda Beat
Eduarda Bittencourt Simões, mais conhecida como Duda Beat (Recife, 8 de outubro de 1987), é uma cantora e compositora brasileira. Ela ganhou o Troféu APCA de revelação de 2018 e teve o seu álbum de estreia incluído na lista dos dez melhores discos nacionais do ano da revista Rolling Stone. A artista é frequentemente apelidada de "rainha da sofrência pop".

## Biografia

### Primeiros anos
Eduarda Bittencourt Simões nasceu na cidade de Recife, capital do estado brasileiro de Pernambuco, no dia 8 de outubro de 1987. É filha do casal recifense Suyenne Bittencourt e Tárciso Simões. Seu nome artístico seria a princípio "Duda Bitt", mas a cantora decidiu adotar o nome Duda Beat em homenagem ao movimento contracultural manguebeat.
Desde jovem demonstrou afinidade com a música, tendo cantado no coral da igreja e formado uma banda no colégio que tocava covers de artistas populares. Aos 18 anos, mudou-se para o Rio de Janeiro com o objetivo de cursar Medicina, sonho que perseguiu por sete anos sem sucesso. Após isso, ingressou no curso de Ciência Política na Universidade Federal do Estado do Rio de Janeiro, onde se formou em 2018.
Durante esse período, manteve contato com artistas da cena indie carioca como Castello Branco e Letrux, participando como backing vocal em álbuns desses músicos. No entanto, a virada para a carreira musical só se deu após um retiro espiritual, o vipassana, que a levou a transformar suas dores amorosas em composições.

### Estreia com "Sinto Muito" (2018)
Seu primeiro álbum, Sinto Muito, lançado de forma independente, foi concebido ao longo de dois anos com produção de Tomás Tróia. As canções do disco exploram o universo da “sofrência pop”, combinando ritmos brasileiros como o brega com sonoridades pop e indie. Duda Beat afirma que o projeto foi uma forma de cura pessoal e também de empoderamento feminino. A repercussão foi positiva, com destaque para o hit “Bixinho” e para a presença marcante em festivais como o Lollapalooza.

### Retorno com "Te Amo Lá Fora" (2021)
Lançado em 2021, Te Amo Lá Fora dá continuidade à temática emocional do álbum de estreia de Duda Beat, mas reflete um amadurecimento estético e lírico. A cantora mantém a fusão de ritmos e a inspiração em suas experiências afetivas, agora com um foco maior no amor-próprio. Músicas como “Meu Pisêro” e “Mais Ninguém” mantêm a linha de dor e superação, enquanto “Tu e Eu” incorpora elementos regionais como a ciranda, homenageando suas raízes pernambucanas. Este segundo disco teve grande repercussão, com o projeto em sua totalidade entrando na parada Top 200 do Spotify Brasil, consolidando Duda como um dos principais nomes do indie pop nacional.

## Discografia

### Álbuns de estúdio
| Álbum | Detalhes |
| --- | --- |
| Sinto Muito | - Lançamento: 27 de abril de 2018 - Formatos: LP, download digital, streaming - Gravadora: Independente |
| Te Amo Lá Fora | - Lançamento: 27 de abril de 2021 - Formatos: LP, download digital, streaming - Gravadora: Independente \| Faixas do álbum[19] \| \| ------------------------------------------------------------------------------------------------------------------------------------------------------------------------------------------------------ \| \| 1. Tu e Eu (part. Cila do Coco) 2. Meu Pisêro 3. Mais Ninguém 4. Nem Um Pouquinho (part. Trevo) 5. Melô de Ilusão 6. Game 7. 50 Meninas 8. Decisão de Te Amar 9. ≈(❤ω❤) 10. Meu Coração 11. Tocar Você \| |
| Tara e Tal | - Lançamento: 11 de abril de 2024 - Formatos: LP, download digital, streaming - Gravadora: Universal Music |
| Faixas do álbum | |
| | |
| 1. Tu e Eu (part. Cila do Coco) 2. Meu Pisêro 3. Mais Ninguém 4. Nem Um Pouquinho (part. Trevo) 5. Melô de Ilusão 6. Game 7. 50 Meninas 8. Decisão de Te Amar 9. ≈(❤ω❤) 10. Meu Coração 11. Tocar Você | |

### EPs
| EP                                      | Detalhes                                                                                                |
| --------------------------------------- | --- |
| Duda Beat & Nando Reis (com Nando Reis) | - Lançamento: 22 de janeiro de 2021 - Formatos: Download digital, streaming - Gravadora: Relicário      |
| Esse Delírio vol.1                      | - Lançamento: 07 de Agosto de 2025 - Formatos: Download digital, streaming - Gravadora: Universal Music |

## Singles

### Como artista principal
| Título                                        | Ano  | Certificações | Álbum                         |
| --------------------------------------------- | ---- | ------------- | ----------------------------- |
| "Bixinho"                                     | 2018 | : Platina     | Sinto Muito                   |
| "Derretendo"                                  | 2018 |               | Sinto Muito                   |
| "Bolo de Rolo"                                | 2018 |               | Sinto Muito                   |
| "Chega" (part. Jaloo e Mateus Carrilho)       | 2019 |               | Não adicionado a nenhum álbum |
| "Deixa Eu Te Amar"                            | 2019 |               | Não adicionado a nenhum álbum |
| "Bixinho (Remix)"                             | 2020 | : Ouro        | Não adicionado a nenhum álbum |
| "Vem Quente Que Eu Estou Fervendo"            | 2020 |               | Não adicionado a nenhum álbum |
| "Vem pro Meu Condo" (com Afro B e Tropkillaz) | 2020 |               | Não adicionado a nenhum álbum |
| "Não Passa Vontade" (com Anavitória)          | 2020 |               |                               |
| "Meu Pisêro"                                  | 2021 | : Ouro        | Te Amo Lá Fora                |
| "Nem Um Pouquinho" (com Trevo)                | 2021 | : Ouro        | Te Amo Lá Fora                |
| "Dar Uma Deitchada"                           | 2022 |               | Não adicionado a nenhum álbum |
| "Tocar Você"                                  | 2022 |               | Te Amo Lá Fora                |
| "Saudade de Você"                             | 2023 |               | Tara e Tal                    |
| "Preparada"                                   | 2024 |               | Tara e Tal                    |

### Como artista convidada
| Título                                                    | Ano  | Certificações | Álbum                        |
| --------------------------------------------------------- | ---- | ------------- | ---------------------------- |
| "Só Eu e Você na Pista" (Illy part. Duda Beat)            | 2019 |               |                              |
| "Meu Jeito de Amar" (Omulu part. Duda Beat e Lux & Tróia) | 2019 |               |                              |
| "Seu Pensamento" (Adriana Calcanhotto part. Duda Beat)    | 2019 |               | Nada Ficou no Lugar          |
| "Corpo em Brasa" (Romero Ferro part. Duda Beat)           | 2019 |               | Ferro                        |
| "A Graça" (Izenzêê part. Duda Beat)                       | 2019 |               | Vida e Nada Mais             |
| "Meu Primeiro Amor" (Lucas Santtana part. Duda Beat)      | 2019 |               | O Céu é Velho Há Muito Tempo |
| "Tangerina" (Tiago Iorc part. Duda Beat)                  | 2019 |               | Acústico MTV                 |
| "Xanalá" (Gaby Amarantos part. Duda Beat)                 | 2019 |               |                              |
| "Sobrou Silêncio" (Rashid part. Duda Beat)                | 2019 | : Platina     | Tão Real                     |
| "Desejo de Amar" (Daniel part. Duda Beat)                 | 2023 |               | Duas Vozes                   |
| "Ana Maria" (Luísa Sonza part. Duda Beat)                 | 2023 |               | Escândalo Íntimo             |

#### Singlespromocionais
| Canção                         | Ano  | Álbum                     |
| ------------------------------ | ---- | ------------------------- |
| "Magia Amarela" (com Juliette) | 2023 | Adicionado à nenhum álbum |

## Prêmios e indicações
| Ano  | Prêmio                                | Categoria                                           | Indicação              | Resultado | Ref.          |
| ---- | ------------------------------------- | --------------------------------------------------- | ---------------------- | --------- | ------------- |
| 2018 | Troféu APCA                           | Revelação do Ano                                    | Duda Beat              | Venceu    | [ 31 ]        |
| 2019 | Prêmio Multishow de Música Brasileira | Revelação do Ano                                    | Duda Beat              | Venceu    | [ 32 ]        |
| 2019 | Prêmio Multishow de Música Brasileira | Fiat Argo Experimente                               | Duda Beat              | Indicada  | [ 33 ]        |
| 2019 | WME Awards                            | Melhor Música Alternativa                           | Duda Beat              | Indicada  | [ 34 ]        |
| 2019 | WME Awards                            | Melhor Show                                         | Duda Beat              | Venceu    | [ 34 ]        |
| 2019 | WME Awards                            | Melhor Compositora                                  | Duda Beat              | Indicada  | [ 34 ]        |
| 2019 | Prêmio Contigo! Online                | Revelação Musical                                   | Duda Beat              | Indicada  | [ 35 ]        |
| 2021 | MTV Millennial Awards                 | Style do Ano                                        | Duda Beat              | Indicada  | [ 36 ]        |
| 2021 | MTV Millennial Awards                 | Álbum ou EP do Ano                                  | Te Amo Lá Fora         | Indicada  | [ 36 ]        |
| 2021 | MTV Millennial Awards                 | Clipão da porr* (com Anavitória)                    | "Não Passa Vontade"    | Indicada  | [ 36 ]        |
| 2021 | WME Awards                            | Cantora                                             | Duda Beat              | Indicada  | [ 37 ]        |
| 2021 | WME Awards                            | Compositora                                         | Duda Beat              | Indicada  | [ 37 ]        |
| 2021 | WME Awards                            | Videoclipe                                          | "Nem Um Pouquinho"     | Indicada  | [ 37 ]        |
| 2021 | WME Awards                            | Álbum                                               | Te Amo Lá Fora         | Indicada  | [ 37 ]        |
| 2021 | WME Awards                            | Música Alternativa                                  | "Meu Pisêro"           | Venceu    | [ 37 ]        |
| 2021 | Grammy Latino                         | Melhor Álbum Pop Contemporâneo em Língua Portuguesa | Duda Beat & Nando Reis | Indicada  | [ 38 ]        |
| 2022 | MTV Millennial Awards                 | Clipão da Porra                                     | Dar Uma Deitchada      | Indicada  | [ 39 ] [ 40 ] |